# 小山戸島村
小山戸島村（おやまとしまむら）は、熊本県の北部、飽託郡にかつてあった村である。

## 地理
- 山：小山山、戸島山

## 歴史
- 1889年4月1日 - 町村制が施行。小山村の一部、戸島村が合併して発足。
- 1896年4月1日 - 飽田郡と託麻郡が合併し飽託郡となる。
- 1955年1月30日 - 供合村、広畑村、小山戸島村が合併して託麻村が誕生。

## 学校

### 村立
- 小山戸島小学校（現在の熊本市立託麻東小学校）
- 二岡中学校